# Chích chạch má vàng
Chích chạch má vàng hay Chích chạch vằn, (danh pháp hai phần: Macronous gularis) là một loài thuộc chi Chích chạch, họ Họa mi, sống ở Nam và Đông Nam Á.

## Phân bố
Chích chạch má vàng sống rộng rãi ở Bangladesh, Bhutan, Brunei, Campuchia, Trung Quốc, Ấn Độ, Indonesia, Lào, Malaysia, Myanma, Nepal, Philippines, Singapore, Thái Lan và Việt Nam.
Ở Ấn Độ, có các nhóm chim chích chạch má vàng sống ở miền nam và đã được Salim Ali ghi nhận tại Antharasanthe gần hồ chứa Kabini. Nhưng không có thêm tài liệu nào ghi nhận sự có mặt của loài này sau đợt điều tra của Salim Ali. Cộng đồng chim chích chạch má vàng đã được phát hiện ở khu vực Masinagudi tại Mudumalai trong năm 2004.
Ngoài ra, người ta còn phát hiện chúng sống ở phía nam của Đông Ghats.